# 복음서와 시간
《복음서와 시간》은 생활성서에서 출판한 복음서 신학 입문서이다. 저자는 성공회 박태식 신부이다.

## 내용
저자가 본문에서 설명한 내용은 다음과 같다.
- 복음서 저술에 사용된 예수전승내용과 편집방식
- 복음서 저자와 독자(복음서 수신자)
- 복음서 저술에 사용된 집필자료
- 복음서 저술 장소
- 복음서 저술 연대
- 복음서의 신학
- 기독교인들이 복음서를 읽으면서 궁금해하는 내용
- 또한 저자는 해외논단 섹션을 통해 독일 신학자들의 연구성과도 소개하고 있다.

## 차례
- 머리말
- 예수에서 복음서까지
- 마르코 복음서
- 마태오 복음서
- 루가 복음서
- 요한 복음서
- 맺음글
- 참고 문헌